# Conception-réalisation
 (février 2014).
Si vous disposez d'ouvrages ou d'articles de référence ou si vous connaissez des sites web de qualité traitant du thème abordé ici, merci de compléter l'article en donnant les références utiles à sa vérifiabilité et en les liant à la section « Notes et références ».
La conception-réalisation est une méthode de livraison de projets utilisée dans l'industrie de la construction. 
C'est une méthode pour livrer un projet dans lequel les services de conception et de construction sont sous-traités par une seule entité connue sous le nom de concepteur-constructeur ou entrepreneur de conception-réalisation. Elle peut être catégorisée en conception-construction dirigée par l'architecte ou en conception-construction dirigée par l'entrepreneur.

## Droit français
En France, il est défini dans le droit de la construction français par l'article 18 de la loi MOP.